# Anglesit
Anglesit là một khoáng chất của chì sunfat với các công thức hóa học PbSO4. Nó như là một sản phẩm oxy hóa của quặng chì sulfide, galena. Anglesit xuất hiện dưới dạng hệ tinh thể trực thoi và các khối đất, đồng thời có barit và celestin. Nó chứa 74% chì theo khối lượng và do đó có tỷ lệ trọng lực cao là 6,3. Anglesit có màu trắng hoặc xám có vệt màu vàng nhạt. Nó có thể là màu xám đậm nếu không tinh khiết.
Lần đầu tiên được công nhận là một loài khoáng vật bởi William Withering năm 1783, người đã khám phá ra nó trong mỏ đồng Parys ở Anglesey; cái tên anglesit bắt nguồn từ tên địa phương này đã được F. S. Beudant đưa ra vào năm 1832. Các tinh thể từ Anglesey, vốn đã từng được tìm thấy nhiều trên một mỏ limonit, có kích thước nhỏ, thường bị chặn bởi bốn mặt của một lăng kính và bốn mặt của mái vòm; chúng có màu nâu nhạt màu do vết nhầy của limonit. Tinh thể từ một số địa điểm khác, đặc biệt là từ Monteponi ở Sardinia, đều trong suốt và không màu, có bóng mờ kịt và thường được thay đổi bởi nhiều bề mặt tươi sáng. Sự đa dạng của các kết hợp và thói quen được trình bày bởi các tinh thể là rất rộng, gần 200 hình thức khác nhau được hình dung bởi V. von Lang trong chuyên khảo của ông về loài; không đo được các góc độ tinh thể thường khó giải mã. Có sự khác biệt rõ rệt song song với mặt lăng trụ (110) và mặt phẳng base (001), nhưng chúng không phát triển tốt như trong các khoáng vật vô định hình barit và celestit.
Anglesit là một khoáng chất có nguồn gốc phụ, đã được hình thành bởi quá trình oxy hóa galena ở phần trên của các rãnh khoáng ở những nơi này đã bị ảnh hưởng bởi quá trình phong hóa. Tại Monteponi các tinh thể bao phủ các lỗ rỗng trong sáp màu lấp lánh; và ở Leadhills, Scotland, các giả thuyết về góc cạnh sau galena được biết đến. Ở hầu hết các địa phương, nó được tìm thấy là tinh thể cô lập trong các mão chì mang, nhưng ở một số nơi, ở Úc và México, nó được tìm thấy với khối lượng lớn và sau đó được khai thác như một quặng chì.
Anglesit đôi khi sử dụng như một loại đá quý.

## Ảnh

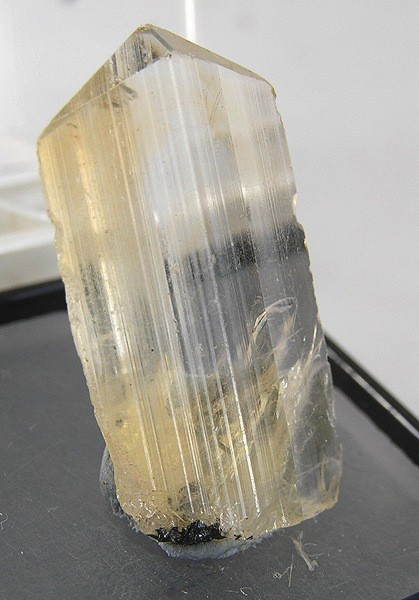
Tinh thể Anglesit ở quận Touissit, Ma-rốc (kích thước: 2.8×1.6×0.5 cm)
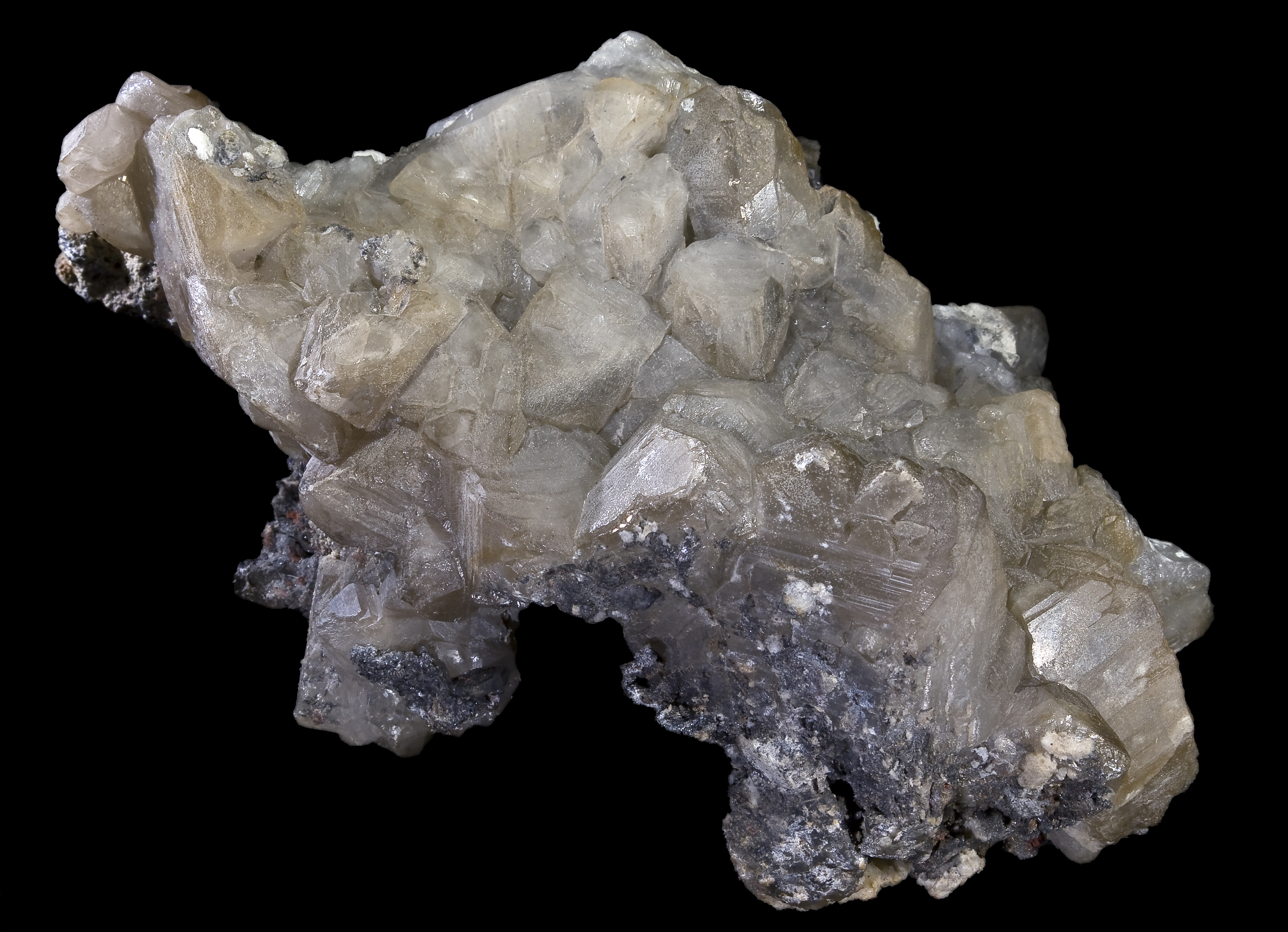
Anglesit ở mỏ Monteponi, Iglesias, tỉnh Carbonia-Iglesias (kích thước:15.3x7cm)
Biểu đồ Anglesit minh họa hình dạng tinh thể trực giao của nó